# 메타 플랫폼스

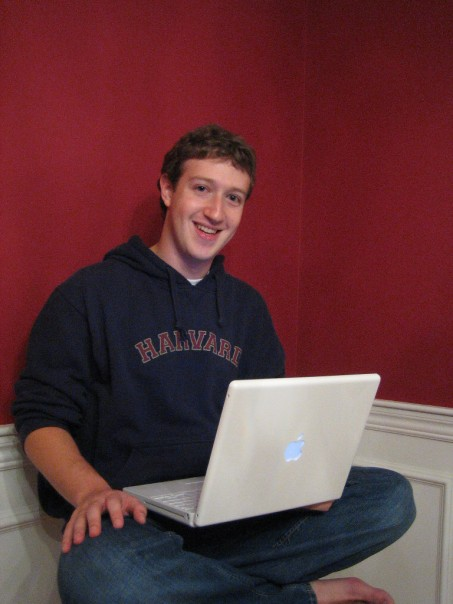
설립자 마크 저커버그의 모습.

메타 플랫폼스(영어: Meta Platforms Inc.)는 멘로파크에 본사를 둔 미국의 다국적 기술 기업이다. 메타는 페이스북, 인스타그램, 스레드, 메신저, WhatsApp 등 여러 주요 소셜 미디어 플랫폼과 통신 서비스를 소유 및 운영한다. 이 회사는 자체 사이트 및 제3자를 위한 광고 네트워크도 운영한다. 2023년 기준 기준으로 광고는 총 매출의 97.8%를 차지했다.
이 회사는 원래 2004년에 더페이스북 주식회사로 설립되었으며, 2005년에 페이스북 주식회사로 이름이 변경되었다. 2021년에는 가상 및 증강 현실 기술을 아우르는 상호 연결된 디지털 생태계인 메타버스 개발로의 전략적 전환을 반영하기 위해 메타 플랫폼스로 이름을 변경했다.
메타는 빅 5 미국 기술 기업 중 하나로, 알파벳 (구글), 아마존, 애플, 마이크로소프트와 함께 꼽힌다. 2023년에는 포브스 글로벌 2000 목록에서 세계 최대 상장 기업 중 31위를 차지했다. 2022년 기준으로 연구개발 비용으로 총 353억 미국 달러를 지출하여 세계에서 세 번째로 많은 연구개발비를 지출한 기업이다.

## 역사

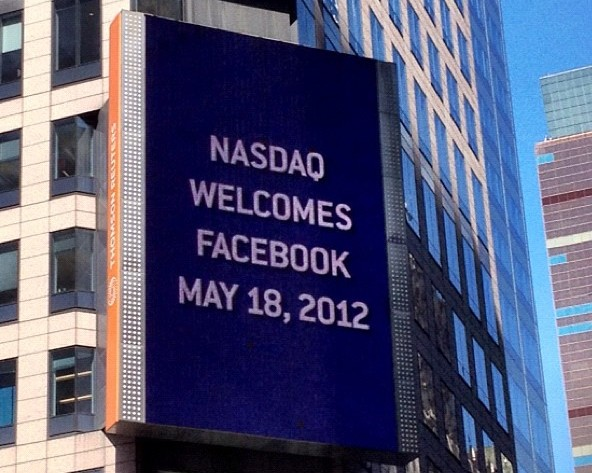
2012년 톰슨 로이터 빌딩에 걸린 페이스북의 나스닥 상장을 환영하는 빌보드.

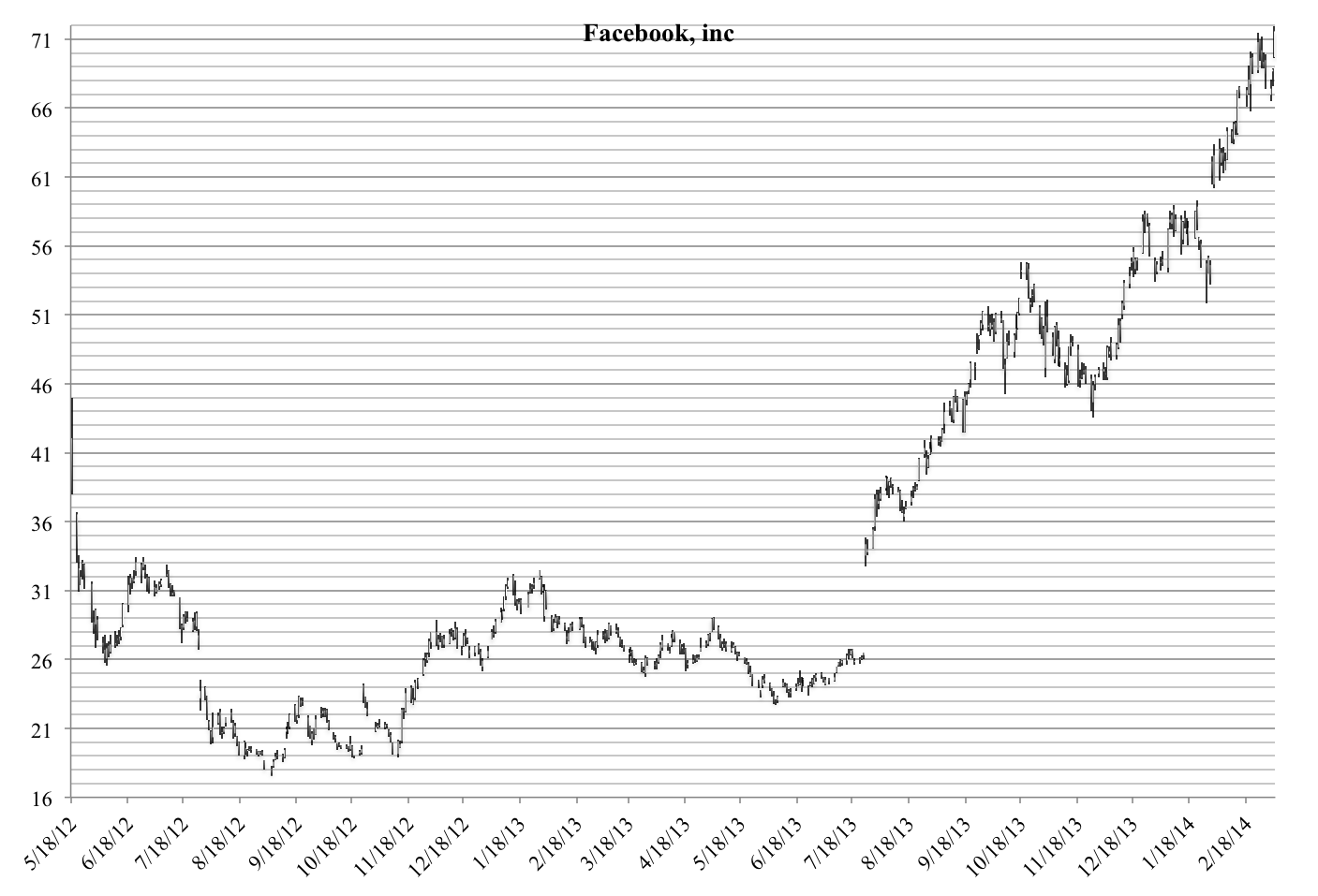
초기 페이스북 주식 차트

2019년부터 2021년까지의 페이스북 기업 로고

페이스북은 2012년 1월 1일에 IPO를 신청했다. 예비 투자 설명서에는 회사가 50억 달러를 조달하려 하며, 월간 활성 사용자 8억 4,500만 명을 보유하고 웹사이트에서 매일 27억 개의 좋아요와 댓글이 발생한다고 명시되어 있었다. IPO 후 마크 저커버그는 페이스북 전체 주식의 22%와 총 의결권의 57%를 보유하게 되었다.
인수자들은 주당 38달러로 주식을 평가하여 회사 가치를 1,040억 달러로 책정했는데, 이는 신규 상장 기업으로는 사상 최대 규모였다. 5월 16일, IPO 하루 전, 페이스북은 높은 수요로 인해 당초 계획보다 25% 더 많은 주식을 매각할 것이라고 발표했다. IPO로 160억 달러를 조달했으며, 이는 미국 역사상 세 번째로 큰 규모였다(AT&T 모빌리티보다 약간 앞서고 제너럴 모터스와 비자 (기업)에 이어). 주가는 몇몇 미국 기업을 제외하고는 모두를 능가하는 시가총액을 기록했다(아마존, 맥도날드, 월트 디즈니 컴퍼니, 크래프트 푸즈와 같은 거물들을 뛰어넘었으며, 저커버그의 주식 가치는 190억 달러에 달했다. 뉴욕 타임스는 이번 상장이 페이스북이 광고주를 유치하는 데 겪었던 어려움에 대한 의문을 극복하고 회사를 "반드시 소유해야 할 주식"으로 변화시켰다고 평했다. JP모건 체이스의 지미 리는 이를 "다음 위대한 우량주"라고 묘사했다. 반면 테크크런치의 작가들은 회의적인 반응을 보이며 "이는 엄청난 배수를 충족해야 하며, 페이스북은 거대한 기업 가치를 정당화하기 위해 과감한 새로운 수익원을 추가해야 할 것"이라고 말했다.
5월 18일부터 시작된 주식 거래는 나스닥 거래소의 기술적 문제로 인해 그날 지연되었다. 주가는 하루 대부분 IPO 가격 이상을 유지하기 위해 고군분투했으며, 인수자들이 가격을 지탱하기 위해 주식을 다시 사들이도록 강요했다. 폐장 시 주가는 38.23달러로 IPO 가격보다 0.23달러 높았고 시초가보다 3.82달러 낮았다. 개장은 금융 언론에서 실망스러운 것으로 널리 묘사되었다. 이 주식은 IPO 거래량에서 신기록을 세웠다. 2012년 5월 25일, 주식은 첫 완전한 주간 거래를 31.91달러로 마감하여 16.5% 하락했다.
2012년 5월 22일, 월가의 FINRA 규제당국은 페이스북의 인수를 담당한 은행들이 일반 대중이 아닌 일부 고객에게만 부적절하게 정보를 공유했는지 여부를 조사하기 시작했다고 발표했다. 매사추세츠주 국무장관 윌리엄 F. 갈빈은 동일한 문제에 대해 모건 스탠리에 소환장을 발부했다. 이러한 주장은 일부 투자자들 사이에서 "분노"를 불러일으켰고, IPO로 인해 25억 달러 이상의 손실을 주장하는 집단 소송을 포함한 여러 소송이 즉시 제기되었다. 블룸버그는 개인 투자자들이 페이스북 주식 상장 이후 약 6억 3천만 달러의 손실을 입었을 것으로 추정했다. 스탠더드 앤드 푸어스는 2013년 12월 21일에 페이스북을 S&P 500 지수에 편입했다.
2014년 5월 2일, 저커버그는 회사의 내부 슬로건을 "빠르게 움직이고 부숴라(Move fast and break things)"에서 "안정적인 인프라로 빠르게 움직여라(Move fast with stable infrastructure)"로 변경할 것이라고 발표했다. 이전 슬로건은 2009년 비즈니스 인사이더 인터뷰에서 저커버그의 "개발자와 팀에 대한 최고 지시"로 묘사되었으며, 그는 또한 "무언가를 부수지 않는다면 충분히 빠르게 움직이지 않는 것"이라고 말했다.

### 2018–2020: 메타버스에 대한 집중
라쏘는 틱톡과 유사한 페이스북의 짧은 비디오 공유 앱으로, 2018년 IOS 및 안드로이드에서 출시되었으며 십대들을 대상으로 했다. 2020년 7월 2일, 페이스북은 라쏘가 7월 10일에 종료될 것이라고 발표했다.
2018년, 오큘러스의 책임자 제이슨 루빈은 "메타버스"라는 50페이지 분량의 비전 문서를 페이스북 경영진에게 보냈다. 이 문서에서 루빈은 초기 사용자들을 위한 콘텐츠에 수억 달러를 썼음에도 불구하고 페이스북의 가상 현실 사업이 예상만큼 성공하지 못했음을 인정했다. 그는 또한 HTC, 애플, 구글 및 기타 VR 공간의 경쟁자들을 배제하기 위해 회사가 이 비전에 빠르게 착수하고 막대한 투자를 할 것을 촉구했다. 메타버스 비전에 대한 다른 플레이어들의 참여에 대해 그는 경쟁자들이 "VR 사업에서 의미 있는 방식으로 전혀 존재하지 못하도록" "메타버스"를 구축할 것을 요구했다.
2019년 5월, 페이스북은 자체 스테이블코인 암호화폐를 개발하기 위해 리브라 네트워크스를 설립한 것으로 알려졌다. 이후 리브라는 비자, 마스터카드, 페이팔, 우버와 같은 금융 회사들의 지원을 받고 있다고 보도되었다. 이 회사 컨소시엄은 리브라라는 이름의 암호화폐 코인 출시 자금을 마련하기 위해 각각 1,000만 달러를 모을 것으로 예상되었다. 스위스 금융시장감독청으로부터 결제 서비스 운영 승인을 받는 시기에 따라 리브라 협회는 2021년에 제한된 형식의 암호화폐를 출시할 계획이었다. 리브라는 디엠으로 이름이 바뀌었으나, 2022년 1월 스위스 정부 규제 당국과 대중의 반발로 인해 폐쇄되고 매각되었다.
코로나19 범유행 기간 동안 페이스북을 포함한 온라인 서비스의 사용은 전 세계적으로 증가했다. 마크 저커버그는 이것이 팬데믹 이후에도 계속될 "영구적인 가속화"가 될 것이라고 예측했다. 페이스북은 공격적으로 인력을 채용하여 2020년 3월 48,268명에서 2022년 9월까지 87,000명 이상으로 늘어났다.

### 2021: 메타로 리브랜딩
집중적인 조사와 파괴적인 내부고발자 정보 유출 기간이 지난 후, 2021년 10월 21일부터 페이스북이 회사를 리브랜딩하고 이름을 바꿀 계획이라는 소식이 전해지기 시작했다. 10월 25일 2021년 3분기 실적 발표에서 마크 저커버그는 회사의 소셜 서비스와 운영 방식에 대한 비판을 언급하며, 리브랜딩이나 이름 변경에 대한 언급 없이 메타버스 구축을 위한 전환 노력을 강조했다. 메타버스 비전과 페이스북 주식회사에서 메타 플랫폼스로의 이름 변경은 2021년 10월 28일 페이스북 커넥트에서 발표되었다. 페이스북의 홍보 캠페인에 따르면, 이름 변경은 소셜 미디어, 가상 현실 및 증강 현실 기능을 통해 물리적 세계의 디지털 확장인 메타버스 구축에 대한 회사의 장기적인 초점 전환을 반영한다.
"메타"는 2018년 (초기 제출은 2015년) 상표로 등록되었으며, 이는 과학 문헌의 빅 데이터 분석을 제공하는 캐나다 회사에 의해 마케팅, 광고 및 컴퓨터 서비스 분야에서 사용되었다. 이 회사는 2017년 저커버그와 그의 아내 프리실라 찬이 설립한 재단인 찬 저커버그 이니셔티브 (CZI)에 인수되어 그들의 프로젝트 중 하나가 되었다. 리브랜딩 발표 후 CZI는 이전 메타 프로젝트의 우선순위를 낮추기로 결정했으며, 따라서 이름에 대한 권리를 메타 플랫폼스에 이전하고 이전 프로젝트는 2022년에 종료될 것이라고 발표했다.

### 2022: 수익 감소 및 대량 해고
리브랜딩 직후인 2022년 2월 초, 메타는 2021년 4분기 수익이 예상보다 크게 감소했다고 발표했다. 월간 사용자 수가 증가하지 않았다고 보고했으며, 수익 증가가 정체될 것으로 예상한다고 밝혔다. 또한 애플이 사용자 개인 정보를 보호하기 위해 취한 조치로 인해 광고 수익이 약 100억 달러 감소할 것으로 예상했는데, 이는 2021년 수익의 약 8%에 해당하는 금액이다. 실적 발표 다음 날 메타 직원들과의 회의에서 저커버그는 사용자 관심 경쟁, 특히 틱톡과 같은 비디오 기반 앱과의 경쟁을 비난했다.
이 소식에 대한 반응으로 회사 주가가 27% 하락하여 메타의 시가총액에서 약 2,300억 달러의 가치가 사라졌다. 블룸버그는 이러한 하락을 "규모 면에서 월가나 실리콘 밸리가 경험한 적 없는 엄청난 폭락"이라고 묘사했다. 저커버그의 순자산은 최대 310억 달러 감소했다. 저커버그는 메타의 13%를 소유하고 있으며, 이 보유 지분이 그의 재산 대부분을 차지한다.
2022년 3월 30일, 블룸버그의 보도에 따르면 메타는 위조 문서를 사용하여 법 집행관을 사칭하는 해커들에게 전화번호, 실제 주소 및 IP 주소와 같은 데이터를 넘겨주었다. 법 집행 요청에는 때때로 실제 또는 가상의 공무원의 위조된 서명이 포함되어 있었다. 이 주장에 대해 메타 대변인은 "우리는 모든 데이터 요청에 대해 법적 충분성을 검토하고, 법 집행 요청을 확인하고 남용을 감지하기 위해 고급 시스템과 프로세스를 사용한다"고 말했다. 2022년 6월, 14년간 최고운영책임자였던 셰릴 샌드버그는 그 해에 물러날 것이라고 발표했다. 저커버그는 하비에르 올리반이 샌드버그를 대신할 것이며, "더 전통적인" 역할을 맡을 것이라고 말했다.
2022년 3월, 메타(메타 소유의 WhatsApp 제외)와 인스타그램은 러시아의 우크라이나 침공 중 러시아 공포증과 증오언설(집단학살적 발언까지) 혐의로 러시아에서 금지되었고, 러시아 테러 및 극단주의 조직 목록에 추가되었다. 메타는 이 금지 조치에 항소했지만, 같은 해 6월 모스크바 법원에서 기각되었다.
또한 2022년 3월, 메타와 이탈리아 안경 거물 룩소티카는 음악을 재생하고 사진을 찍을 수 있는 일련의 스마트글래스인 레이밴 스토리를 출시했다. 메타와 룩소티카의 모회사인 에실로룩소티카는 2022년 9월 기준으로 이 제품 라인의 판매량을 공개하지 않았지만, 메타는 고객 피드백에 만족한다고 밝혔다.
2022년 7월, 메타는 총 수익이 1% 감소한 288억 달러를 기록하며 최초로 전년 대비 수익 감소를 경험했다. 분석가들과 언론인들은 이 손실을 애플의 앱 추적 투명성 기능과 메타 앱에 의한 추적을 거부한 사용자 수로 인해 제한된 광고 사업 때문이라고 보았다. 저커버그는 또한 틱톡과의 경쟁 심화로 인한 감소라고 밝혔다. 2022년 10월 27일, 메타의 시가총액은 2,680억 달러로 떨어져 2021년에 비해 약 7,000억 달러의 손실을 입었고, 주가는 24% 하락했다. 메타는 전년도에 미국 기업 중 상위 5위에 들었음에도 불구하고 시가총액 상위 20위권 밖으로 밀려났다.
2022년 11월, 메타는 직원 1만 1천 명, 즉 전체 인력의 13%를 해고했다. 저커버그는 전자상거래의 급증이 코로나19 범유행 이후에도 계속될 것이라고 잘못 예측하여 메타의 투자를 공격적으로 늘린 결정이 실수였다고 말했다. 그는 또한 이러한 감소를 경쟁 심화, 세계 경제 침체 및 "광고 신호 손실" 탓으로 돌렸다. 2023년 4월에는 추가로 1만 명의 직원을 해고할 계획이 시작되었다. 이러한 해고는 구글, 아마존, 테슬라, 스냅, 트위터, 리프트 등 다른 기업들의 해고와 함께 기술 산업의 전반적인 침체와 관련이 있다.
2022년부터 메타는 전문 인공지능 하드웨어 및 소프트웨어 채택에서 다른 기술 기업들을 따라잡기 위해 노력했다. AI 작업에 CPU 대신 저렴한 GPU를 사용했지만, 이 접근 방식은 효율성이 떨어지는 것으로 밝혀졌다.

### 2023년 이후: 스레드, AI 및 사상 최고 주가
2023년, 아일랜드 데이터 보호 위원회는 유럽 시민을 위한 적절한 보호 조치 없이 유럽에서 미국으로 데이터를 전송한 것에 대해 메타에 12억 유로의 기록적인 벌금을 부과했다.(p. 250)
2023년 3월, 메타는 회사의 효율성을 높이기 위해 1만 명의 직원을 해고하고 5,000개의 공석을 폐쇄하는 새로운 해고 계획을 발표했다. 메타는 AI에 대한 집중을 늘리고 있다고 발표한 후 2023년 1분기 매출이 분석가들의 예상을 뛰어넘었다. 7월 6일, 메타는 트위터의 경쟁 앱인 스레드를 출시했다.
메타는 2023년 7월에 마이크로소프트와 같은 주요 클라우드 제공업체와의 파트너십을 통해 상업적으로 이용 가능한 인공지능 모델 라마 2를 발표했다. 이는 2월에 설립된 메타의 생성형 AI 그룹에서 공개된 첫 번째 프로젝트였다. 메타는 접근 또는 사용료를 부과하지 않고 오픈소스 모델로 운영하여 어떤 개선이 필요한지 파악할 수 있도록 했다. 이 발표 이전에 메타는 라마 2를 상업적 용도로 출시할 계획이 없다고 밝혔었다. 라마의 초기 버전은 학술 연구용으로 공개되었다.
2023년 8월, 메타는 온라인 뉴스법으로 인해 캐나다에서 페이스북과 인스타그램의 뉴스 콘텐츠를 영구적으로 제거할 것이라고 발표했다. 이 법은 캐나다 뉴스 매체가 자사 플랫폼에 공유된 콘텐츠에 대해 보상을 받도록 요구한다. 온라인 뉴스법은 연말까지 발효될 예정이었으나, 메타는 규제 절차에 참여하지 않을 것이다. 2023년 10월, 저커버그는 AI가 2024년 메타의 가장 큰 투자 분야가 될 것이라고 말했다. 메타는 2023년을 주가가 150% 상승하며 연간 최고의 기술주 중 하나로 마감했다. 2024년 1월에는 주가가 사상 최고치를 기록하며 메타가 시가총액 1조 달러 달성에 2% 이내로 근접했다.
2023년 11월, 메타 플랫폼스는 유럽에서 광고 없는 서비스를 출시하여 구독자들이 타겟 광고를 위해 개인정보를 수집하는 것을 거부할 수 있도록 했다. Max Schrems의 옹호 단체 NOYB, 아일랜드 시민 자유 위원회, 위키미디어 유럽, 전자 프라이버시 정보 센터를 포함한 28개의 유럽 단체는 2024년 유럽 데이터 보호 위원회 (EDPB)에 이 구독 모델이 개인 정보 보호, 특히 GDPR 데이터 보호 표준을 훼손할 것이라는 우려를 표명하는 서한을 보냈다.
메타는 2024년 2월 이란 최고 지도자 알리 하메네이의 페이스북과 인스타그램 계정을 삭제했는데, 이는 "위험한 조직 및 개인" 정책을 반복적으로 위반했기 때문이라고 밝혔다. 3월 기준으로 메타는 자사 소셜 미디어 플랫폼을 불법 약물 판매에 사용했다는 혐의로 FDA의 조사를 받고 있었다. 2024년 5월 16일, 유럽 연합 집행위원회는 아동 안전과 관련된 우려로 인해 메타에 대한 조사를 시작했다.
2023년 5월, 이라크 소셜 미디어 인플루언서 에사 아메드-아드난은 인스타그램이 자신의 콘텐츠가 원본이고 저작권 자료가 없음에도 불구하고 허위 저작권 침해를 이유로 게시물을 삭제하는 문제에 직면했다. 그는 갈취범들이 이러한 삭제 뒤에 있으며, 3,000달러를 지불하면 콘텐츠를 복원해주거나 월 1,000달러를 지불하면 지속적인 보호를 제공하겠다고 제안했음을 발견했다. 메타의 권리 관리 도구를 악용한 이 사기는 중동 전역에 퍼져 메타의 개발도상국 지역에서의 시행에 공백이 있음을 드러냈다. 이라크 비영리 단체 Tech4Peace의 설립자인 Aws al-Saadi는 아메드-아드난과 다른 이들을 도왔지만, 복원 과정이 느려 암마르 알-하킴과 같은 저명한 인사들을 포함한 많은 피해자들이 상당한 재정적 손실을 입었다. 이 상황은 메타가 글로벌 성장과 효과적인 콘텐츠 관리 및 보호 사이의 균형을 맞추는 데 직면한 과제를 부각시켰다.
2024년 9월 16일, 메타는 "외국 간섭 활동"에 대한 우려로 러시아 국영 미디어 매체를 전 세계 플랫폼에서 금지했다고 발표했다. 이 결정은 RT와 그 직원들이 1천만 달러를 페이퍼 컴퍼니를 통해 다양한 소셜 미디어 채널에서 영향력 캠페인을 비밀리에 자금 지원했다는 혐의에 따른 것이다. 메타의 조치는 침공 이후 강화된 러시아의 은밀한 영향력 작전에 대응하기 위한 광범위한 노력의 일환이었다.
2024년 커넥트 컨퍼런스에서 메타는 최초의 증강 현실 안경인 오리온을 선보였다. 오리온은 원래 소비자에게 판매될 예정이었지만, 제조 공정이 너무 복잡하고 비용이 많이 드는 것으로 밝혀졌다. 대신, 회사는 소수의 안경을 생산하여 내부용으로 사용할 계획으로 전환했다.
2024년 10월 4일, 메타는 사용자 프롬프트에 기반하여 사실적인 비디오 및 오디오 클립을 생성할 수 있는 새로운 AI 모델인 무비 젠(Movie Gen)을 발표했다. 메타는 무비 젠을 공개 개발용으로 출시하지 않고, 콘텐츠 제작자와 직접 협력하여 내년까지 제품에 통합할 것이라고 밝혔다. 이 모델은 라이선스 데이터셋과 공개적으로 사용 가능한 데이터셋을 조합하여 구축되었다.
2024년 10월 31일, 프로퍼블리카는 조직적인 사기 네트워크가 운영하는 수백 개의 탈취된 프로필과 페이스북 페이지를 이용하는 기만적인 정치 광고 사기에 대한 조사를 발표했다. 저자들은 메타의 미흡한 단속이 문제의 주요 원인이라고 언급했다.
2024년 11월, 테크크런치는 메타가 25,000마일에 달하는 100억 달러 규모의 전 세계 해저 케이블을 건설하는 것을 고려하고 있다고 보도했다.
같은 달, 메타는 미얀마, 라오스, 캄보디아, 필리핀, 아랍에미리트의 사기 센터와 연결된 200만 개의 페이스북 및 인스타그램 계정을 폐쇄했는데, 이들은 피그 부처링 사기를 벌이고 있었다.
2024년 12월, 메타는 사기를 규제하기 위해 2025년 2월부터 호주에서 금융 서비스 광고를 운영하는 광고주에게 수혜자와 지급인에 대한 정보를 확인하도록 요구할 것이라고 발표했다.
2024년 12월 4일, 메타는 루이지애나주 북동부에 천연가스 시설로 전력을 공급받는 최대 규모의 AI 데이터 센터에 100억 미국 달러를 투자할 것이라고 발표했다.
그 달 11일, 메타는 전 세계적인 서비스 중단을 겪었으며, 모든 소셜 미디어 및 메시징 애플리케이션의 계정에 영향을 미쳤다. 다운디텍터의 중단 보고는 인스타그램과 페이스북에서 각각 몇 분 만에 7만 건 이상, 10만 건 이상에 달했다.
2025년 1월, 메타는 2024년 미국 대통령 선거 이후 미국 내 "법적 및 정책적 환경"의 변화를 이유로 다양성, 형평성, 포용성 (DEI) 이니셔티브를 축소할 계획을 발표했다. 이 결정은 마크 저커버그 CEO가 콘텐츠 조정 정책 및 임원진 변경을 포함하여 회사를 트럼프 신 행정부와 더 긴밀하게 연계하려는 의도를 보였다는 보도에 따른 것이다. 새로운 콘텐츠 조정 정책은 개인의 지능이나 정신 질환에 대한 모욕을 계속 금지했지만, LGBTQ 사람들을 동성애자 또는 트랜스젠더라는 이유로 정신 질환자라고 부르는 것을 허용하는 예외를 두었다. 같은 달 말, 메타는 1월 6일 폭동 이후 도널드 트럼프의 소셜 미디어 계정을 정지한 것에 대해 2021년 트럼프가 제기한 소송을 해결하기 위해 2,500만 달러를 지불하기로 합의했다. 메타의 조정 정책 변경은 감독 위원회 내에서 논란이 많았으며, 위원회의 미국 보수파와 글로벌 회원들 사이에 의견 차이가 컸다.
2025년 6월, 메타 플랫폼스는 인공지능 스타트업 스케일 AI에 수십억 달러를 투자하기로 결정했다. 이 투자는 100억 달러를 초과할 수 있으며, 이는 사상 최대 규모의 사모 기업 투자 이벤트 중 하나가 될 것이다.

## 합병 및 인수
메타는 여러 회사를 인수했다 (종종 탤런트 인수로 식별됨). 첫 주요 인수 중 하나는 2012년 4월에 약 10억 미국 달러의 현금과 주식으로 인스타그램을 인수한 것이다. 2013년 10월, 페이스북 주식회사는 이스라엘의 모바일 웹 분석 회사인 오나보를 인수했다. 2014년 2월, 페이스북 주식회사는 모바일 메시징 회사 WhatsApp을 현금과 주식 190억 달러에 인수할 것이라고 발표했다. 같은 해 말, 페이스북은 23억 달러의 현금과 주식으로 오큘러스 VR을 인수했으며, 이는 2016년에 첫 소비자 가상 현실 헤드셋을 출시했다. 2019년 11월 말, 페이스북 주식회사는 그 해 가장 인기 있는 VR 게임 중 하나인 비트 세이버를 개발한 게임 개발사 Beat Games 인수를 발표했다. 2022년 말, 페이스북 주식회사가 메타 플랫폼스 주식회사로 리브랜딩한 후 오큘러스는 메타 퀘스트로 리브랜딩되었다.
2020년 5월, 페이스북 주식회사는 4억 달러의 현금으로 기피를 인수했다고 발표했다. 기피는 인스타그램 팀과 통합될 예정이다. 그러나 2021년 8월, 영국의 경쟁시장청 (CMA)은 페이스북 주식회사가 기피를 매각해야 할 수도 있다고 발표했다. 조사 결과 두 회사 간의 거래가 디스플레이 광고 시장의 경쟁을 저해할 것이라고 판단했기 때문이다. 페이스북 주식회사는 인수 및 진행 중인 반독점 조사와 관련된 모든 정보를 고의로 보고하지 않은 혐의로 CMA로부터 7천만 달러의 벌금을 부과받았다. 2022년 10월, CMA는 메타가 이미 영국 광고의 절반을 통제하고 있다고 밝히며 메타가 기피를 매각해야 한다고 두 번째로 판결했다. 메타는 매각에 동의했지만, 결정 자체에는 동의하지 않는다고 밝혔다. 2023년 5월, 기피는 5,300만 미국 달러에 셔터스톡에 매각되었다.
2020년 11월, 페이스북 주식회사는 기업들이 자사 플랫폼을 비즈니스에 활용하도록 장려하기 위해 고객 서비스 플랫폼이자 챗봇 전문 스타트업인 Kustomer를 인수할 계획이라고 발표했다. Kustomer는 10억 달러가 약간 넘는 가치로 평가된 것으로 알려졌다. 이 거래는 규제 승인 후 2022년 2월에 완료되었다.
2022년 9월, 메타는 베를린 기반의 햅틱 기술 스타트업인 Lofelt를 인수했다.

## 로비 활동
2020년, 페이스북 주식회사는 로비 활동에 1,970만 미국 달러를 지출했으며, 79명의 로비스트를 고용했다. 2019년에는 1,670만 미국 달러를 로비에 지출했으며 71명의 로비스트 팀을 두었고, 이는 2018년의 1,260만 미국 달러와 51명의 로비스트보다 증가한 수치이다. 페이스북은 2020년 빅테크 기업 중 로비 자금 지출이 가장 많았다. 로비 팀에는 2021년 9월에 고용된 상위 의회 보좌관 존 브랜스컴이 포함되어 있으며, 그는 민주당 의원들과 바이든 행정부의 위협에 맞서 회사를 돕고 있다.
2024년 12월, 메타는 당시 대통령 당선인 도널드 트럼프의 취임 기금에 100만 달러를 기부했다.

## 검열
2024년 8월, 마크 저커버그는 짐 조던에게 보낸 서한에서 코로나19 범유행 기간 동안 미국 대통령 조 바이든 행정부가 페이스북과 인스타그램에서 유머와 풍자를 포함한 특정 코로나19 콘텐츠를 제한하도록 메타에 반복적으로 요청했다고 밝혔다.
2016년 메타는 이스라엘 대사관의 전 직원인 조르다나 커틀러를 이스라엘과 유대인 디아스포라 정책 책임자로 고용했다. 이 역할에서 커틀러는 미국 내 정의를 위한 팔레스타인 학생들 지부의 계정 검열을 추진했다. 비평가들은 커틀러의 직책이 이스라엘 정부에 메타 정책에 대한 부당한 영향력을 행사하게 하며, 몇몇 국가만이 메타 정책 결정자들과 그렇게 높은 수준의 접촉을 한다고 지적했다.
2025년 도널드 트럼프의 당선 이후, 인스타그램 및 기타 메타 플랫폼에서 민주당 관련 용어에 대한 검열 가능성이 제기되었다. 2025년 2월, 메타 대표는 언론인 길 듀란의 기사와 다른 "기술 업계 인사들에 대한 비판"을 스팸 또는 민감한 콘텐츠로 분류하여 도달 범위를 제한했다.
2025년 3월, 메타는 전 직원 사라 윈-윌리엄스가 고위 임원들의 직장 내 성희롱 미해결 의혹을 담은 회고록 『Careless People』의 홍보 또는 추가 배포를 막으려 했다. 뉴욕 타임스는 이 중재가 메타가 전 직원의 직장 분위기에 대한 설명을 부인하려는 가장 강력한 시도 중 하나라고 보도했다. 출판사 맥밀런은 긴급 국제 중재 재판소의 판결에 대해 그 조항을 무시할 것이라고 반응했다. 2025년 수식 오류: 알 수 없는 "월" 구두점 문자입니다.월 15일 기준, 『Careless People』의 하드커버 및 디지털 버전은 주요 온라인 소매점에서 판매되고 있었다.

## 정보 왜곡 우려
설립 이후 메타는 가짜 뉴스와 오정보의 온상이라는 비난을 받아왔다. 2016년 미국 대통령 선거 이후, 저커버그는 플랫폼이 선거 결과에 미칠 수 있는 잠재적 영향력에 대한 비판을 받자 가짜 뉴스의 확산을 막기 위한 조치를 취하기 시작했다. 회사는 처음에는 ABC 뉴스, AP 통신, FactCheck.org, 스놉스, PolitiFact와 협력하여 팩트체크 이니셔티브를 시작했다. 2018년 기준으로, 회사는 더 위클리 스탠더드를 포함하여 전 세계적으로 40개 이상의 팩트체크 파트너를 보유하고 있었다.
2017년 5월 가디언의 검토에 따르면, 회사의 팩트체크 이니셔티브는 제3자 팩트체커와의 협력 및 가짜 뉴스 공개 플래그 지정 등은 정기적으로 효과가 없었으며, 일부 경우에는 최소한의 영향만 미치는 것으로 나타났다. 2018년에는 회사에서 팩트체커로 일하는 언론인들이 이 파트너십이 최소한의 결과만 낳았고, 회사가 자신들의 우려를 무시했다고 비판했다.
2024년, 메타가 미국 대통령 조 바이든의 위조된 비디오가 가짜로 판명된 후에도 계속 유포하도록 허용한 결정은 비판과 우려를 샀다.

### 오정보와 증오 발언
2025년 1월, 메타는 X에서 사용되는 것과 유사한 사용자 운영 커뮤니티 노트 시스템을 선호하여 제3자 팩트체커의 사용을 중단했다.
저커버그는 플랫폼의 검열이 과도하다고 말하며 이러한 변화를 지지했지만, 팩트체크 기관들은 이러한 변화가 사용자들이 오정보를 식별하기 더 어렵게 만들 것이라고 비판했다. 메타는 또한 소수자와 LGBTQ+ 개인을 괴롭힘과 차별로부터 보호하기 위해 고안된 증오언설 정책을 약화시킨 것에 대해서도 비판을 받았다. 콘텐츠 검토 팀을 캘리포니아주에서 텍사스주로 이전하면서 메타는 증오 행위 정책을 변경하여 반-LGBT 및 반-이민자 증오 발언에 대한 제한을 없애고, 사용자가 성적 지향이나 성 정체성을 근거로 LGBT 사람들을 정신 질환자 또는 비정상이라고 비난하는 것을 명시적으로 허용했다.
2025년 1월, 메타는 반-LGBTQ+ 증오 발언을 다루기 위한 광범위한 노력 속에서 플랫폼에서 LGBTQ+ 콘텐츠를 삭제한 것에 대해 상당한 비판에 직면했다. LGBTQ+ 테마의 삭제는 커뮤니티 가이드라인을 위반하는 것으로 간주되는 콘텐츠에 대한 광범위한 단속의 일환으로 언급되었다. 메타의 콘텐츠 관리 정책은 유해한 발언에 대처하고 사용자를 차별로부터 보호하기 위해 고안되었지만, 의도치 않게 LGBTQ+ 콘텐츠, 특히 LGBTQ+ 정체성, 지원 또는 정치적 문제를 강조하는 게시물의 삭제 또는 제한으로 이어졌다. 보도에 따르면, 프라이드를 단순히 축하하거나 LGBTQ+ 권리를 옹호하는 게시물조차도 일부 비평가들이 모호하거나 일관성 없게 적용되었다고 주장하는 이유로 플래그가 지정되고 삭제되었다. 많은 LGBTQ+ 운동가들과 메타 플랫폼의 사용자들은 이러한 조치가 가시성과 표현을 억압하고, 특히 홍보 및 지원에 역사적으로 중요했던 공간에서 LGBTQ+ 개인과 커뮤니티를 고립시킬 수 있다고 우려를 표명했다.

## 소송
페이스북 주식회사와 메타 플랫폼스라는 이름으로 여러 소송이 제기되었다.
2020년 3월, 호주 정보 위원회 (OAIC)는 케임브리지 애널리티카 사태와 관련된 개인 정보 침해에 대해 페이스북을 고소했다. 개인 정보 보호법 위반 건당 이론적 누적 책임은 170만 달러이다. OAIC는 총 311,127명의 호주인이 노출된 것으로 추정했다.
2020년 12월 8일, 연방거래위원회와 46개 주 (앨라배마, 조지아, 사우스캐롤라이나, 사우스다코타 제외), 워싱턴 D.C. 및 괌 영토는 페이스북을 상대로 미국 연방거래위원회 대 페이스북이라는 반독점 소송을 제기했다. 이 소송은 페이스북이 두 경쟁사 (인스타그램과 WhatsApp)를 인수한 것과 그로 인한 독점 상황에 관한 것이다. FTC는 페이스북이 미국 소셜 네트워킹 시장에서 독점적인 권력을 행사하고 있으며, 이 기업 집단을 해체하기 위해 인스타그램과 WhatsApp의 매각을 강제해야 한다고 주장한다. 전 연방거래위원회 위원장 윌리엄 코바식은 이 사건을 승소하기 어려울 것이라고 주장했는데, 이는 정부가 페이스북-왓츠앱-인스타그램 엔티티가 존재하지 않는 인터넷이라는 반사실적 주장을 만들어 경쟁이나 소비자에게 피해를 입혔음을 증명해야 하기 때문이라고 했다.
2021년 12월 24일, 러시아 법원은 메타가 불특정 금지 콘텐츠를 삭제하지 않았다는 이유로 2,700만 달러의 벌금을 부과했다. 이 벌금은 회사의 해당 국가 연간 수익과 연관된 것으로 알려졌다.
2022년 5월, 케냐에서 메타와 현지 아웃소싱 회사인 사마를 상대로 소송이 제기되었다. 소송에 따르면, 메타는 페이스북 게시물을 관리하는 직원들에게 열악한 근무 환경을 제공했다. 소송에 따르면, 260명의 스크리너들이 혼란스러운 이유로 해고되었다. 소송은 재정적 보상과 아웃소싱된 관리자들에게 메타 직원과 동일한 건강 혜택과 급여를 제공하도록 명령하는 것을 목표로 한다.
2022년 6월, 미국 전역에서 8건의 소송이 제기되었는데, 페이스북과 인스타그램을 포함한 플랫폼에 과도하게 노출된 것이 자살 시도 또는 실제 자살, 섭식 장애 및 불면증과 같은 문제를 초래했다는 주장이다. 이 소송은 페이스북 전 직원이 회사가 책임을 거부했다고 의회에서 증언한 이후 제기되었다. 회사는 부모가 자녀의 인스타그램 활동을 추적하고 시간 제한을 설정할 수 있는 도구를 개발했으며, 메타의 "잠시 쉬세요" 알림 외에도 섭식 장애에 특화된 자료를 제공하고 13세 미만 어린이가 페이스북이나 인스타그램에 가입하는 것을 방지하기 위한 AI를 개발하고 있다고 밝혔다.
2022년 6월, 메타는 미국 법무부와 소송 합의를 했다. 2019년에 제기된 이 소송은 회사가 주택 소유자와 임대인이 성별, 인종, 종교 및 기타 특성을 기반으로 사람들을 배제하는 주택 광고를 운영하도록 허용함으로써 표적 광고를 통해 주택 차별을 가능하게 했다고 주장했다. 미국 법무부는 이것이 공정 주택법을 위반한 것이라고 밝혔다. 메타는 115,054달러의 벌금을 부과받았고, 2022년 12월 31일까지 알고리즘 도구를 그림자 처리해야 한다.
2023년 1월, 메타는 유럽 연합 일반 데이터 보호 규칙 위반으로 3억 9천만 유로의 벌금을 부과받았다.
2023년 5월, 유럽 데이터 보호 위원회는 페이스북 사용자들의 개인정보를 미국 서버로 전송하여 유럽 연합의 데이터 개인 정보 보호법을 위반한 혐의로 메타에 12억 유로의 기록적인 벌금을 부과했다.
2024년 7월, 메타는 텍사스주 법무장관 켄 팩스턴이 제기한 소송에서 14억 미국 달러를 텍사스주에 지불하기로 합의했다. 이 소송은 회사가 사용자 동의 없이 생체인증 데이터를 수집했다고 주장했으며, 이는 주 법무장관이 확보한 개인 정보 보호 관련 합의금 중 사상 최대 기록을 세웠다.
2024년 10월, 메타 플랫폼스는 일본에서 30명의 원고로부터 소송을 당했다. 이들은 페이스북과 인스타그램에 유명인들의 허위 추천이 담긴 가짜 투자 광고로 사기를 당했다고 주장했다. 원고들은 약 280만 달러의 손해배상을 요구하고 있다.
2025년 4월, 케냐 고등법원은 2021년 에티오피아에서 페이스북이 민족 폭력을 조장했다고 주장하는 세 명의 원고가 제기한 24억 미국 달러 규모의 소송을 진행할 수 있다고 판결했다.
2025년 4월, 메타는 디지털 시장법을 위반하여 2억 유로(2억 3천만 달러)의 벌금을 부과받았다. 이는 사용자에게 개인 정보를 사용하여 광고를 타겟팅하는 것을 허용하거나, 광고 없는 페이스북 및 인스타그램 버전에 대한 구독료를 지불하도록 강요하는 "동의 또는 지불" 시스템을 부과했기 때문이다.
2025년 4월 말, 가나에서 메타를 상대로 소송이 제기되었다. 이 소송은 살인, 극심한 폭력, 아동 성 학대 묘사를 포함한 충격적인 소셜 미디어 콘텐츠를 삭제하기 위해 고용된 콘텐츠 관리자들이 겪은 심리적 고통에 대한 주장이다. 메타는 이전 위치인 케냐에서 발생한 법적 문제로 인해 관리 서비스를 가나의 수도 아크라로 옮겼다. 새로운 관리 회사는 노동자 권리 침해 이력이 있는 다국적 기업인 텔레퍼포먼스(Teleperformance)이다. 보고서에 따르면 이곳의 조건은 이전 케냐 위치보다 더 나쁘며, 많은 노동자들이 분쟁 지역으로 돌아가는 것을 두려워하여 발언을 꺼린다. 노동자들은 정신 질환, 자살 시도, 낮은 임금 등을 보고했다.

## 조직

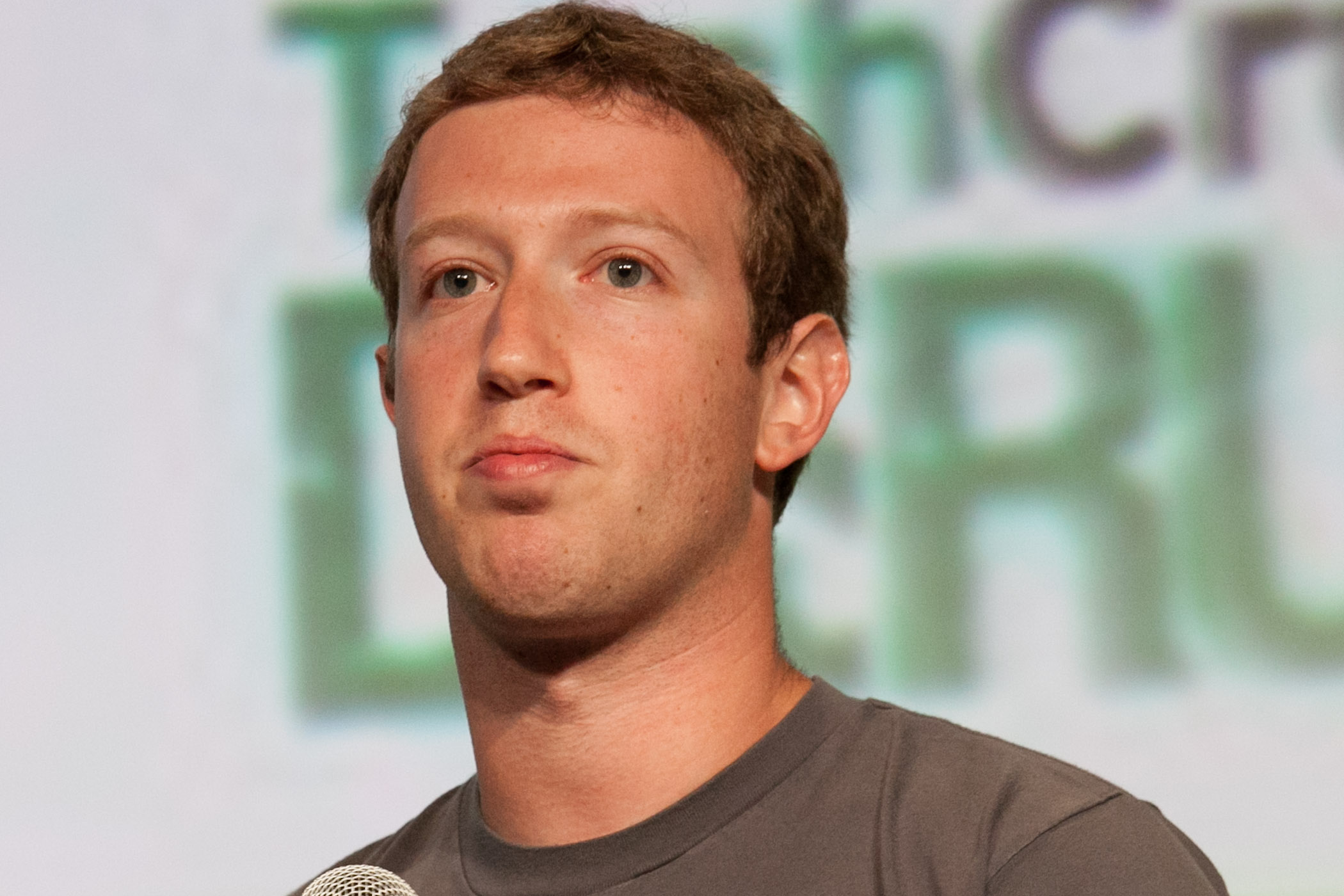
마크 저커버그, 메타의 공동 창립자, 회장 및 최고경영자 (2012년)

### 경영진
메타의 주요 경영진은 다음과 같다:
- 마크 저커버그, 회장 및 최고경영자
- 하비에르 올리반, 최고운영책임자
- 닉 클레그 경, 글로벌 담당 사장
- 수잔 리, 최고재무관리자
- 앤드루 보스워스, 최고기술책임자
- 데이비드 위너, 최고 전략 책임자
- 크리스 콕스, 최고 제품 책임자
- 제니퍼 길리언 뉴스태드, 최고 법률 책임자

2022년 10월 기준, 메타는 전 세계적으로 83,553명의 직원을 보유하고 있었다.

### 이사회
2024년 6월 기준, 메타의 이사회는 다음 이사들로 구성되었다.
- 마크 저커버그 (회장, 공동 설립자, 지배 주주 및 최고경영자)
- 페기 앨포드 (비상임 이사, 글로벌 영업 수석 부사장, 페이팔)
- 마크 앤드리슨 (비상임 이사, 공동 설립자 및 총괄 파트너, 앤드리슨 호로위츠)
- 드루 휴스턴 (비상임 이사, 회장 및 최고경영자, 드롭박스)
- 낸시 킬리퍼 (비상임 이사, 시니어 파트너, 맥킨지 & 컴퍼니)
- 로버트 M. 키밋 (비상임 이사, 시니어 국제 고문, 윌머헤일)
- 트레이시 트래비스 (비상임 이사, 수석 부사장, 최고재무관리자, 에스티 로더 컴퍼니)
- 토니 쉬 (비상임 이사, 회장 및 최고경영자, 도어대시)
- 혹 탄 (브로드컴 CEO)[170]
- 존 D. 아놀드 (전 엔론 임원)[170]
- 데이나 화이트 (비상임 이사, 사장 겸 최고경영자, UFC)[171]
- 존 엘칸 (스텔란티스 회장 겸 엑소르 CEO)[172]
- 찰리 송허스트[173]

### 소유권
메타 플랫폼스는 주로 기관 투자자들이 소유하고 있으며, 이들이 전체 주식의 약 80%를 보유하고 있다. 내부자들은 의결권 있는 주식의 대부분을 통제한다. 2024년 기준 세 명의 최대 개인 투자자는 마크 저커버그, 셰릴 샌드버그, 크리스토퍼 K. 콕스였다.
2024년 말/2025년 초 기준 최대 주주들은 다음과 같다:
- 마크 저커버그 (13.5%)[175]
- 뱅가드 그룹 (8.8%)
- 블랙록 (7.66%)
- 피델리티 인베스트먼트 (6.28%)
- 스테이트 스트리트 코퍼레이션 (3.97%)
- JP모건 체이스 (2.38%)
- 지오드 캐피탈 매니지먼트 (2.27%)
- 티. 로우 프라이스 (1.95%)
- 캐피탈 월드 인베스터스 (1.86%)
- 캐피탈 리서치 글로벌 인베스터스 (1.7%)
- 모건 스탠리 (1.66%)

### 기업 지배구조
초기 페이스북 투자자이자 저커버그의 전 멘토였던 로저 맥네미는 페이스북이 "대기업에서 내가 본 가장 중앙 집중화된 의사결정 구조"를 가지고 있다고 말했다.
페이스북 공동 창립자 크리스 휴스는 최고경영자 마크 저커버그가 너무 많은 권력을 가지고 있으며, 회사가 이제 독점 기업이 되었으므로 여러 개의 작은 회사로 분할되어야 한다고 말했다. 뉴욕 타임스의 기명 논평에서 휴스는 저커버그가 자신에게 도전하지 않는 팀으로 둘러싸여 있다는 점을 우려했으며, 그를 책임지게 하고 "통제되지 않는 권력"을 억제하는 것이 미국 정부의 일이라고 말했다. 그는 또한 "마크의 권력은 전례가 없으며 비미국적이다"라고 말했다. 여러 미국 정치인들이 휴스의 의견에 동의했다. 유럽 연합 경쟁 위원 마르그레테 베스타게르는 페이스북 분할은 "최후의 수단"으로만 이루어져야 하며, 페이스북의 근본적인 문제를 해결하지 못할 것이라고 말했다.

## 수익
| 연도 | 수익 $  | 성장률 % |
| ---- | ------- | -------- |
| 2004 | $0.4    | —        |
| 2005 | 9       | 2150     |
| 2006 | 48      | 433      |
| 2007 | 153     | 219      |
| 2008 | 280     | 83       |
| 2009 | 775     | 177      |
| 2010 | 2,000   | 158      |
| 2011 | 3,711   | 86       |
| 2012 | 5,089   | 37       |
| 2013 | 7,872   | 55       |
| 2014 | 12,466  | 58       |
| 2015 | 17,928  | 44       |
| 2016 | 27,638  | 54       |
| 2017 | 40,653  | 47       |
| 2018 | 55,838  | 37       |
| 2019 | 70,697  | 27       |
| 2020 | 85,965  | 22       |
| 2021 | 117,929 | 37       |
| 2022 | 116,609 | -1       |
| 2023 | 134,902 | 16       |
| 2024 | 164,501 | 22       |

페이스북은 2020년 포춘 500 목록에서 미국 내 최대 기업 중 34위를 차지했으며, 거의 860억 달러의 수익을 올렸다. 이 중 대부분은 광고 수익이다. 2017년 데이터 분석에 따르면, 회사는 광고를 통해 사용자당 20.21 미국 달러를 벌었다.
뉴욕에 따르면, 리브랜딩 이후 메타는 애플과 구글과 같은 회사들이 사용자 데이터 수집을 막는 새로운 개인 정보 보호 조치를 시행한 결과 5천억 달러를 손실한 것으로 알려졌다.
| 시장                      | 수익     | 점유율 |
| ------------------------- | -------- | ------ |
| 미국                      | $59.7 억 | 36.3%  |
| 유럽                      | $38.4 억 | 23.3%  |
| 아시아 태평양 (중국 제외) | $26.7 억 | 16.2%  |
| 중국                      | $18.4 억 | 11.2%  |
| 기타 지역                 | $17.9 억 | 10.9%  |
| 캐나다                    | $3.5 억  | 2.1%   |

### 광고주 수
2015년 2월, 페이스북은 200만 명의 활성 광고주를 달성했다고 발표했으며, 대부분의 증가분은 소규모 기업에서 비롯되었다. 활성 광고주는 지난 28일 동안 페이스북 플랫폼에서 광고를 집행한 주체로 정의된다. 2016년 3월, 페이스북은 300만 명의 활성 광고주를 달성했으며, 이 중 70% 이상이 미국 외 지역에서 온 것이라고 발표했다. 광고 가격은 광고 게재 위치의 경매 및 광고 자체의 잠재적 참여 수준에 기반한 변동 가격 모델을 따른다. 구글, 트위터와 같은 다른 온라인 광고 플랫폼과 유사하게, 광고 타겟팅은 전통 미디어와 비교하여 디지털 광고의 주요 장점 중 하나이다. 메타에서의 마케팅은 대상 고객과 "유사 고객"이라는 두 가지 방법에 따라 이루어지며, 이는 잠재 고객의 시청 습관, 좋아요 및 공유, 구매 데이터에 기반한다.

### 조세 문제
미국 국세청(IRS)은 페이스북이 2010년 미국에서 페이스북 아일랜드(현재 메타 플랫폼스 아일랜드)로 지적 재산권을 이전할 때 사용한 평가액에 이의를 제기했다(페이스북 아일랜드는 이후 이를 더 높게 재평가하여 비용을 청구함). 이는 페이스북이 더블 아이리시 세금 구조를 구축하는 과정에서 발생한 것이다. 이 사건은 진행 중이며 메타는 30억~50억 달러의 잠재적 벌금에 직면해 있다.
미국 감세 및 고용법은 페이스북의 글로벌 세금 계산을 변경했다. 메타 플랫폼스 아일랜드는 글로벌 무형 이익(즉, 아일랜드 이익)에 대해 10.5%의 미국 GILTI 세금 대상이다. 메타 플랫폼스 아일랜드 리미티드가 세금을 납부하고 있다는 전제하에 페이스북 아일랜드의 실효 최소 미국 세금은 약 11%가 될 것이다. 대조적으로, 메타 플랫폼스 주식회사는 아일랜드 사업이 미국으로 이전될 경우 특별 IP 세율 13.125%(FDII 세율)를 부과받을 것이다. 미국의 세금 감면(아일랜드 GILTI 세율 대비 21%)과 가속화된 자본 지출은 이 실효 미국 세율을 약 12%로 만들 것이다.
미국/아일랜드 세금 차이의 미미함은 페이스북이 GDPR 노출을 제한하기 위해 15억 개의 비유럽연합 계정을 미국으로 옮겼을 때 입증되었다.

## 시설

### 사무실
미국과 캐나다 이외의 사용자들은 메타의 아일랜드 자회사인 메타 플랫폼스 아일랜드 리미티드(구 페이스북 아일랜드 리미티드)와 계약하여 메타가 유럽, 아시아, 호주, 아프리카, 남미의 모든 사용자에 대해 미국 세금을 회피할 수 있도록 한다. 메타는 더블 아이리시 조세 회피를 활용하여 모든 국제 수익에 대해 2~3%의 법인세를 납부하고 있다. 2010년, 페이스북은 인도 하이데라바드에 네 번째 사무실을 개설했으며, 이곳은 온라인 광고 및 개발자 지원 팀을 수용하고 사용자 및 광고주에게 지원을 제공한다. 인도에서 메타는 페이스북 인도 온라인 서비스스 비티 리미티드(Facebook India Online Services Pvt Ltd)로 등록되어 있다. 또한 치타공, 더블린, 캘리포니아주, 아일랜드섬, 오스틴 (텍사스주)에 지원 센터를 두고 있다.
틀:Nonspecific
페이스북은 2017년 센트럴런던 피츠로비아에 런던 본사를 개설했다. 페이스북은 2018년 케임브리지 (매사추세츠주)에 사무실을 열었다. 이 사무실은 처음에는 인터넷에 접속할 수 없는 사람들에게 인터넷 접속을 제공하는 데 중점을 둔 "연결성 연구소"의 본거지였다. 2019년 4월, 페이스북은 타이베이에 타이완 본사를 열었다.
2022년 3월, 메타는 두바이에 새로운 지역 본사를 열었다.
2023년 9월, 메타는 트리톤 스퀘어 런던 사무실 임대 계약을 파기하기 위해 브리티시 랜드에 1억 4,900만 파운드를 지불한 것으로 보도되었다. 메타는 이 부지에 대한 임대 계약이 18년 더 남아있었다고 알려졌다.

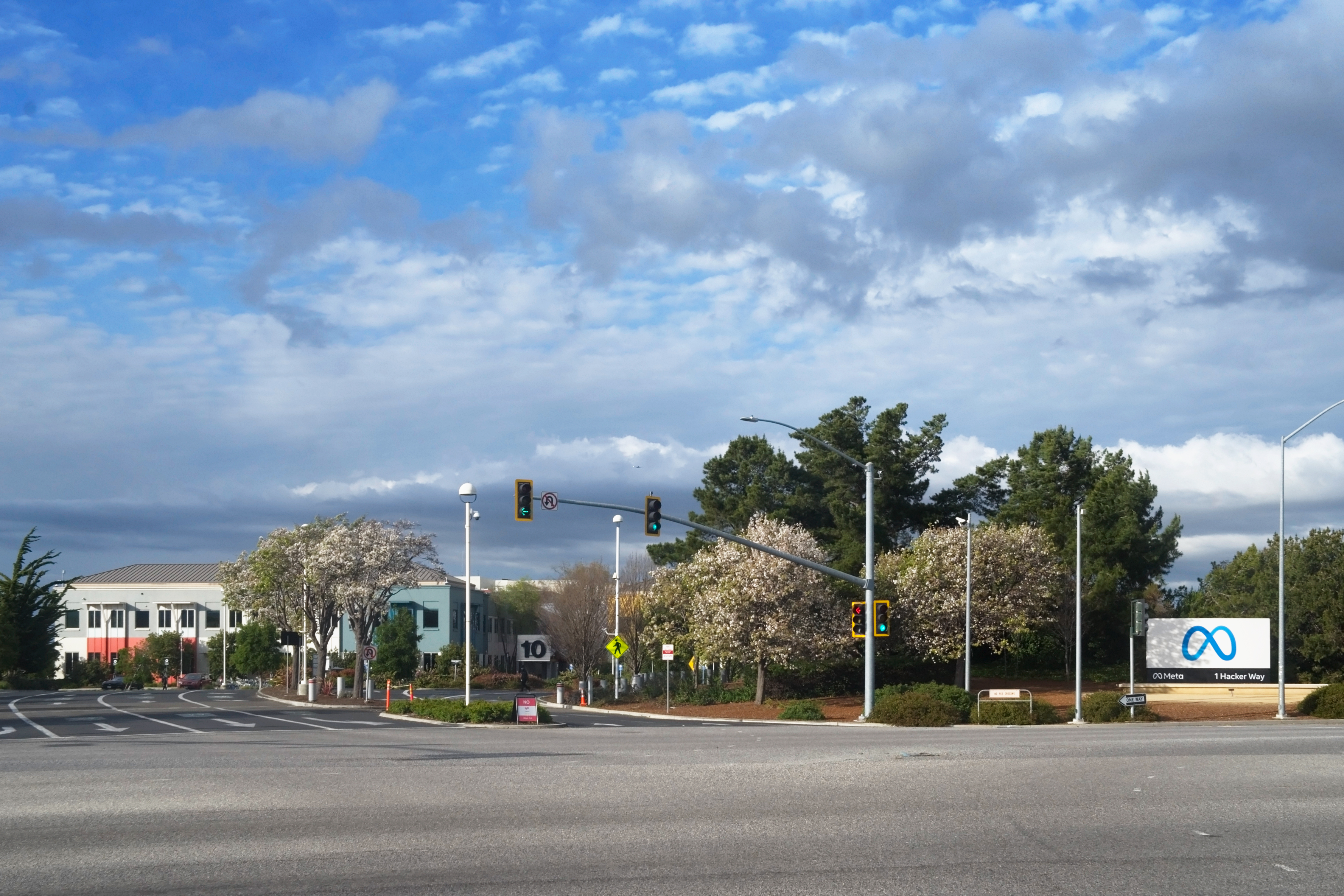
멘로파크에 위치한 메타 본사 단지 입구

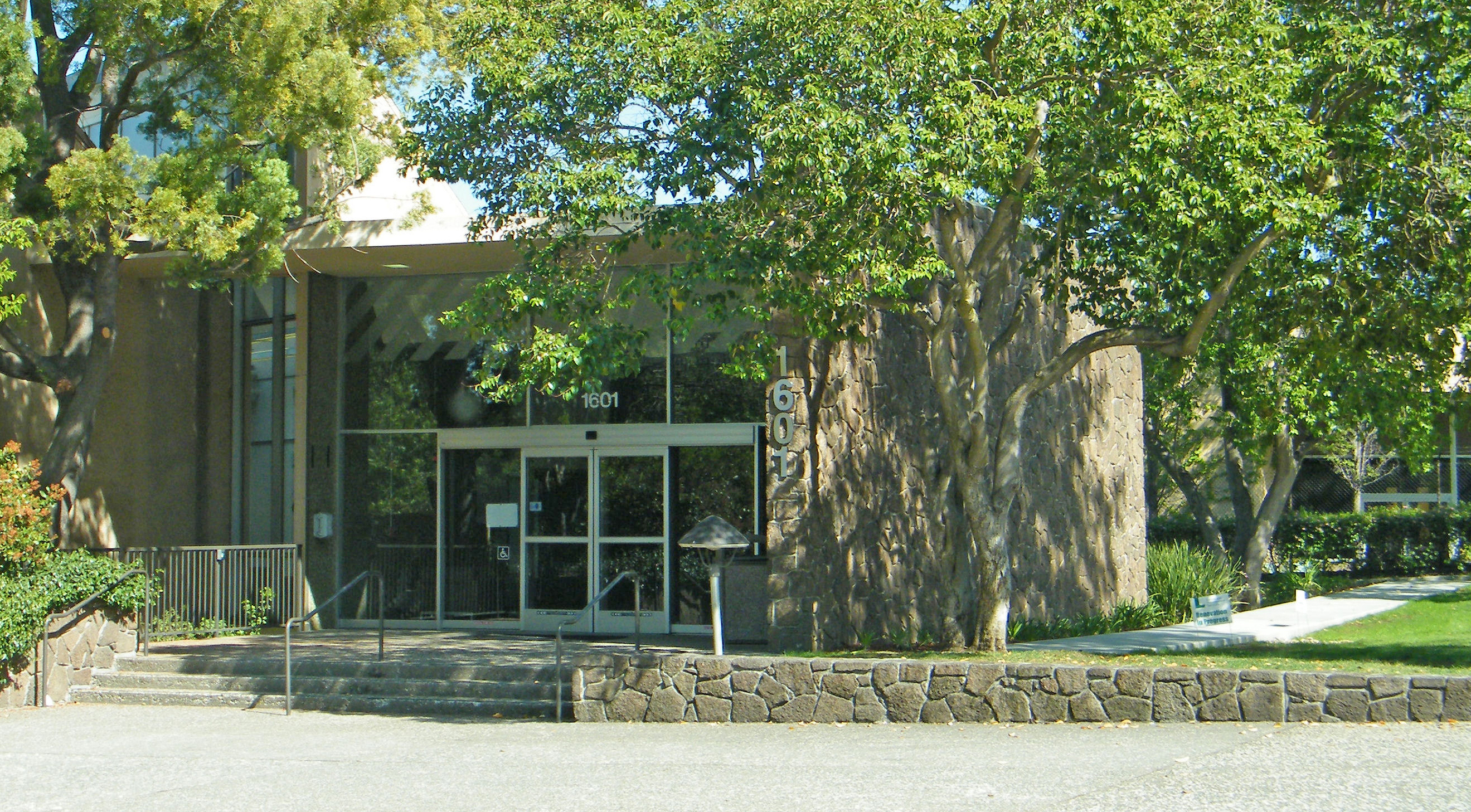
팰로앨토 스탠퍼드 연구 공원에 위치한 페이스북의 이전 본사 입구

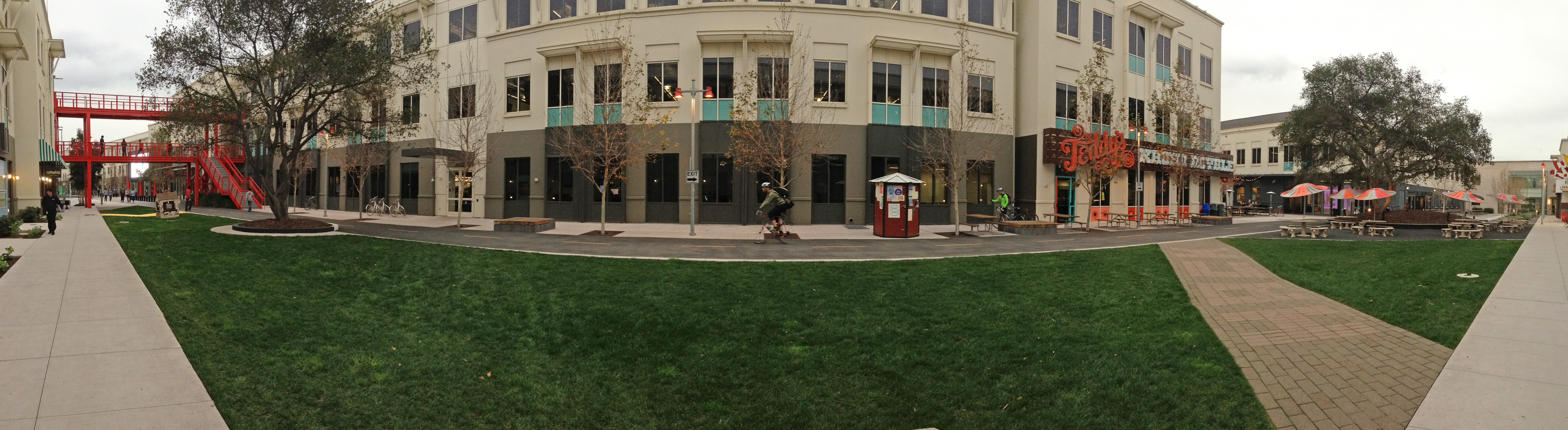
2014년 페이스북 본사

### 데이터 센터
2023년 기준으로 페이스북은 21개의 데이터 센터를 운영했다. 회사는 2020년까지 100% 재생 에너지를 구매하고 온실가스 배출량을 75% 감축하기로 약속했다. 데이터 센터 기술에는 더 넓은 지역과 다양한 트래픽 패턴을 수용하는 분산 네트워크 시스템인 패브릭 애그리게이터(Fabric Aggregator)가 포함된다.

## 평가
미국 하원의원 알렉산드리아 오카시오코르테스는 저커버그의 메타 발표에 대해 트윗으로 "메타는 '우리는 민주주의의 암세포이며, 권위주의 정권을 강화하고 시민 사회를 파괴하기 위한 글로벌 감시 및 선전 기계로 전이하고 있습니다... 이윤을 위해!'와 같습니다.
전 페이스북 직원 프랜시스 하우건과 페이스북 페이퍼스의 내부고발자는 리브랜딩 노력에 대해 마크 저커버그가 이끄는 회사 개선 능력에 의구심을 표하며 최고경영자에게 사임을 촉구했다.
2021년 11월, Inspired by Iceland가 발행한 영상이 입소문을 탔는데, 이 영상에서 저커버그를 닮은 인물이 "우스꽝스러운 헤드셋 없이 강화된 실제 현실"인 아이슬란드메타버스를 홍보했다.
2021년 12월 인터뷰에서 스페이스X와 테슬라의 최고경영자 일론 머스크는 VR 기반 메타버스에 대한 설득력 있는 사용 사례를 찾을 수 없다고 말하며, "하루 종일 얼굴에 스크린을 묶고 다니는 사람을 보지 못한다"고 덧붙였다.
2022년 1월, 선데이 타임스의 루이즈 에클레스는 비디오 가이드를 만들기 위해 메타버스에 로그인했다. 그녀는 다음과 같이 썼다.
처음에는 오큘러스 경험이 잘 진행되었다. 아바타로 회의에 참석하고 파리 거리에서 진행되는 운동 수업을 시도했다. 헤드셋은 스노보드를 타고 산을 내려가는 스릴과 로프 없이 산을 오르는 아드레날린을 느끼게 해주었다. 하지만 VR 헤드셋을 사용하는 낯선 사람들과 어울리는 소셜 앱으로 전환했을 때는 때때로 약탈적이고 추악했다.

에클레스는 다른 사용자에게 성희롱을 당했다고 묘사했으며, "미국, 인도, 영국, 호주 등 전 세계의 억양으로 인종차별적, 성차별적, 동성애 혐오적, 트랜스젠더 혐오적 언어를 사용"하는 것을 목격했다. 그녀는 또한 오큘러스 헤드셋이 13세 이상 사용자를 위한 것임에도 불구하고 플랫폼에서 7세 이하의 사용자들을 만났다고 한다.

## 같이 보기
- 빅테크
- 페이스북-케임브리지 애널리티카 정보 유출 사건